# 천지창조 (하이든)
《천지창조》(영어: The Creation, 독일어: Die Schöpfung)는 요제프 하이든이 작곡한 오라토리오이다. (Hob. 21/2)
만년의 하이든은 오라토리오를 3년 걸려서 완성하였다. 전연주에 1시간 50분을 요하는 대작이다. 영국의 시인 리들레이가 《구약성서》의 창세기와 존 밀턴의 《실낙원》을 바탕으로 쓴 대본에 의한다. 전곡은 3부로 나뉘어, 제1부에서는 천지창조의 제1일부터 제4일까지, 즉 창궁(蒼穹)과 물, 산과 강, 해와 달과 별이 될 때까지, 제2부는 제5일과 제6일, 물고기와 새, 곤충과 짐승, 그리고 인간의 탄생까지, 제3부는 낙원에서 노는 아담과 이브의 즐거운 모양을 그렸다.
- 성악: 독창 3명(소프라노, 테너, 베이스; 알토는 피날레에 추가됨), 4부 혼성 합창
- 목관악기: 플루트2, 오보에2, 클라리넷2, 바순2, 콘트라바순
- 금관악기: 호른2, 트럼펫2, 트롬본3
- 타악기: 팀파니
- 현악 5부, 통주 저음